# Lega Sud Ausonia
 (mai 2018).
Si vous disposez d'ouvrages ou d'articles de référence ou si vous connaissez des sites web de qualité traitant du thème abordé ici, merci de compléter l'article en donnant les références utiles à sa vérifiabilité et en les liant à la section « Notes et références ».

La Lega Sud Ausonia est un parti politique régionaliste italien, dont le dirigeant actuel est Gianfranco Vestuto.

## Historique
Fondé en en 1996 en Campanie, c'est un mouvement autonomiste méridional, destiné à contrebalancer l'influence de la Ligue du Nord qui était au gouvernement jusqu'en novembre 2011. 
La Lega Sud Ausonia oppose à la Padanie, l'Ausonie, la terre habitée à l'origine par les Ausones qui contrastèrent la domination impériale romaine. 
Candidat aux élections législatives de 2001, Gianfranco Vestuto n'est pas élu. Il propose un État fédéral avec une Padanie au Nord, une Étrurie au centre et une Ausonie dans le Mezzogiorno, sur le modèle du Royaume-Uni de Grande-Bretagne et d'Irlande du Nord. 
En 2000, il cherche à créer un Parlement de l'Ausonie et un ministère pour la « Question méridionale », ainsi qu'une province autonome de Bénévent. 
Le territoire de l'Ausonie comprendrait les Abruzzes, la Basilicate, la Calabre, la Campanie, le Molise, les Pouilles, la Sicile et le Latium méridional. Elle correspond aux zones où sont parlées le napolitain, le sicilien et les parlers méridionaux de l'Italie. 
Ce parti a obtenu 848 voix  lors des élections législatives de 2006 et 2 485 voix au Sénat (0,1 %). Lors des élections législatives de 2008, la Ligue se présente avec des listes autonomes en Campanie uniquement, en prenant 7 119 voix au Sénat (0,2 %) et 4 346 voix à la Chambre dans la circonscription de Campanie I. Toutefois, de janvier à juin 2010, la Lega Sud Ausonia entre au Parlement italien, avec la composante politique du groupe mixte à laquelle ont initialement adhéré quatre députés qui avaient été élus avec le Mouvement pour les autonomies (3 députés en 2011 et 2012).